# 길주청년역
길주청년역(吉州靑年驛)은 조선민주주의인민공화국 함경북도 길주군 길주읍에 위치한 평라선과 백두산청년선의 철도역이다. 길주청년역에서 량강도 혜산시의 혜산역을 연결하는 총 연장 141.6km의 백두산청년선의 기점으로, 본 역에서 평라선과 분기된다.
개업 당시에는 소재지인 길주군의 이름을 따 길주역으로 역명을 결정하였으나, 이후에 길주청년역으로 변경되었다.
2006년 10월 9일, 길주군 풍계리 핵 실험장에서 시행되었던 지하 핵 실험을 전후하여 본 역이 약 3~4개월간 봉쇄되었으며, 혜산역을 오가는 백두산청년선 열차 운행도 통제되었다.